# Guerra delle cannoniere
La guerra delle cannoniere (1807–1814) fu il conflitto navale fra Danimarca-Norvegia e Regno Unito, svoltosi nel corso delle guerre napoleoniche. Il nome della guerra è derivato dalla tattica impiegata dalla Danimarca, di impiegare piccole imbarcazioni, armate con cannoni, contro le tradizionali navi della flotta britannica. Le imbarcazioni erano state progettate dallo svedese Fredrik Henrik af Chapman.
Il vantaggio strategico derivante dall'impiego di queste imbarcazioni era l'economia di costruzione e la possibilità di produrle nello stesso paese, mentre quello tattico era la facilità di manovra (specialmente in acque poco profonde) e le piccole dimensioni. D'altra parte però, esse erano vulnerabili ed affondabili con un solo colpo di cannone ben assestato, di conseguenza non potevano essere usate nel mare mosso ed erano meno efficienti nei confronti delle grandi navi da guerra. Ne vennero prodotte oltre duecento in due modelli: la scialuppa aveva un equipaggio di 76 marinai con un armamento di un cannone a prora ed uno a poppa, mentre la barca aveva un equipaggio di 24 uomini ed un singolo cannone.
Agli inizi delle guerre napoleoniche, la Danimarca-Norvegia mantenne un comportamento di neutralità armata, usando la sua flotta per proteggere il traffico commerciale dentro e al di fuori delle acque territoriali danesi-norvegesi.
Mentre la tattica delle cannoniere venne impiegata dal 1807 in poi, il conflitto navale fra Danimarca-Norvegia e Gran Bretagna ebbe inizio con la battaglia di Copenaghen del 1801, quando la squadra di Lord Horatio Nelson, facente parte della flotta dell'ammiraglio Sir Hyde Parker, attaccò la capitale danese.
Nella successiva battaglia di Copenaghen del 1807, i britannici attaccarono preventivamente i francesi catturando gran parte della flotta danese. Per questo motivo danesi e norvegesi costruirono un gran numero di piccole cannoniere.
Nei primi tre anni della guerra delle cannoniere, queste barche furono capaci di catturare molte navi da carico inglesi quali brigantini e piccole imbarcazioni, ma non erano abbastanza grandi da poter combattere contro le fregate e le grosse navi da carico. Gli inglesi mantennero il controllo delle acque danesi durante l'intera durata della guerra 1807-1814, e quando la stagione era propizia, poterono scortare grandi flotte commerciali lungo le coste ed i canali danesi. Il 22 marzo 1808, l'ultima nave di linea danese, la Prins Cristian Frederik, comandata dal capitano C.W. Jessen, fu distrutta da due navi britanniche nella battaglia di Zealand Point.
Il 14 marzo 1808 la Danimarca-Norvegia dichiarò guerra alla Svezia e la guerra danese-svedese dal 1808 al 1809 si sovrappose così a quella delle cannoniere con singolari e casuali alleanze: il Regno Unito, già in guerra contro la Danimarca-Norvegia, si trovò nemica la Russia, che stava combattendo contro la Svezia la guerra di Finlandia, e, per lo stesso motivo, alleata la Svezia.
Il 27 febbraio 1811, cannoniere danesi, equipaggiate da quasi 1 000 uomini (comprese forze di fanteria), tentarono di riprendere l'isola di Anholt ma dovettero lasciare lo Jutland con perdite rilevanti. Sebbene i danesi ottenessero alcune vittorie come la cattura nel 1811 del brigantino HMS Manly da parte del brigantino danese Lolland, al comando del capitano Hans Peter Holm, il conflitto ebbe di fatto termine quando la flotta inglese ottenne la vittoria nella battaglia di Lyngør (1812), nella quale fu distrutta l'ultima delle navi da guerra danesi, la fregata KDM Najaden, varata appena otto mesi prima e comandata dallo stesso Holm, da parte del vascello da 64 cannoni HMS Dictator.
Il trattato di Kiel pose termine alla guerra il 15 gennaio 1814: la Danimarca-Norvegia dovette cedere la piccola isola di Helgoland alla Gran Bretagna e l'intera Norvegia al re di Svezia.